# Castell de Querbús
El castell de Querbús (Castèl de Querbús en occità; Quéribus en francès) és un castell càtar situat sobre el municipi de Cucunhan (Llenguadoc), al límit amb el de Maurí (Fenolleda), situat a 628 m alt, dominant per llevant el grau de Maurí, al departament de l'Aude.

## Etimologia
Querbús podria equivaler al 'roc del Teix': «Quer», igual a 'roc-penyal', i «-ebus», del cèltic «eburus», significant 'teix', probablement procedent d'«erebh» combinat amb el gaèlic i britònic «-ur», corresponent a 'verd', la color verd brillant i fosc del teix.

## Història

### Orígens

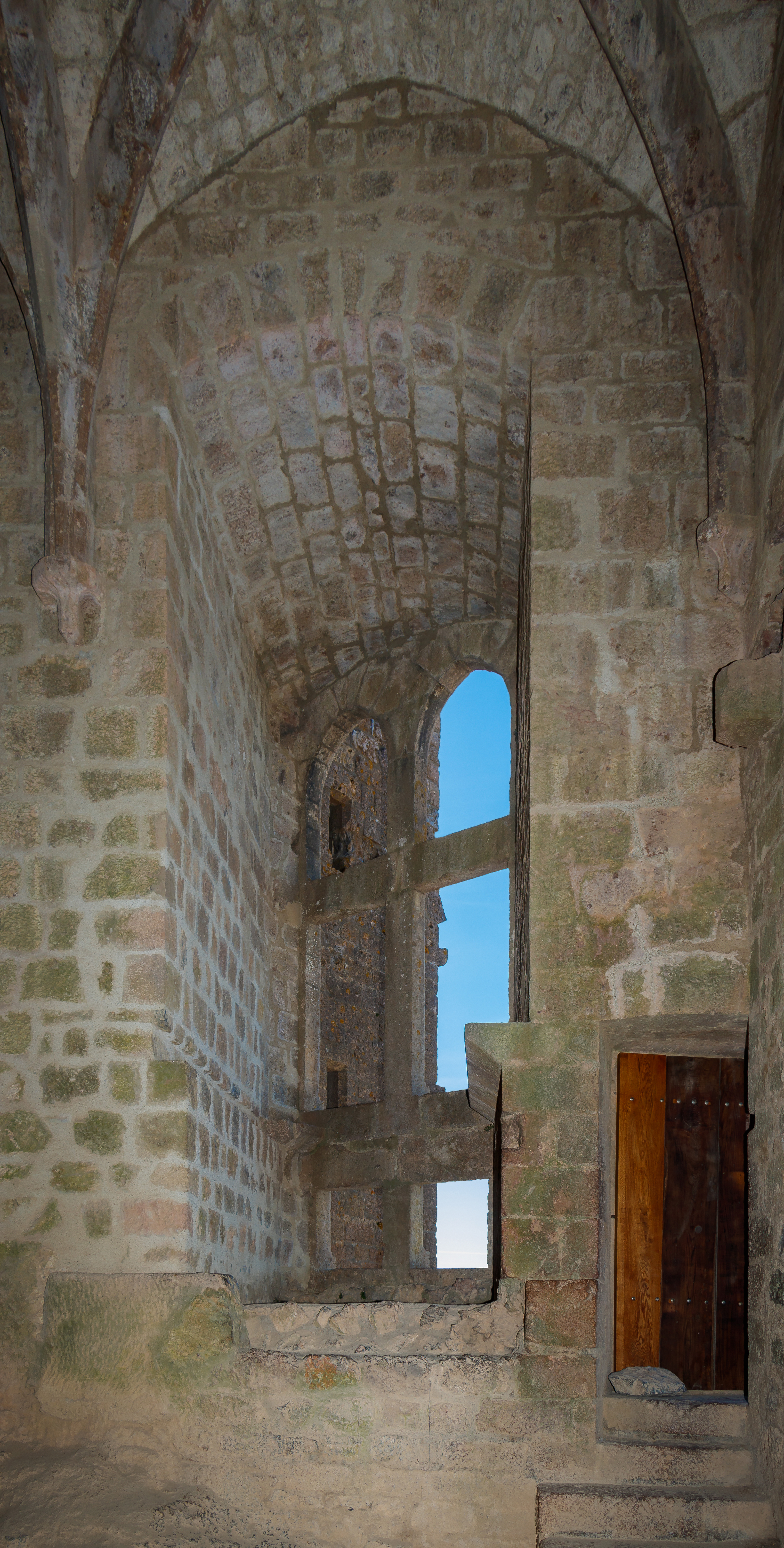
Sala principal del Castell de Querbús

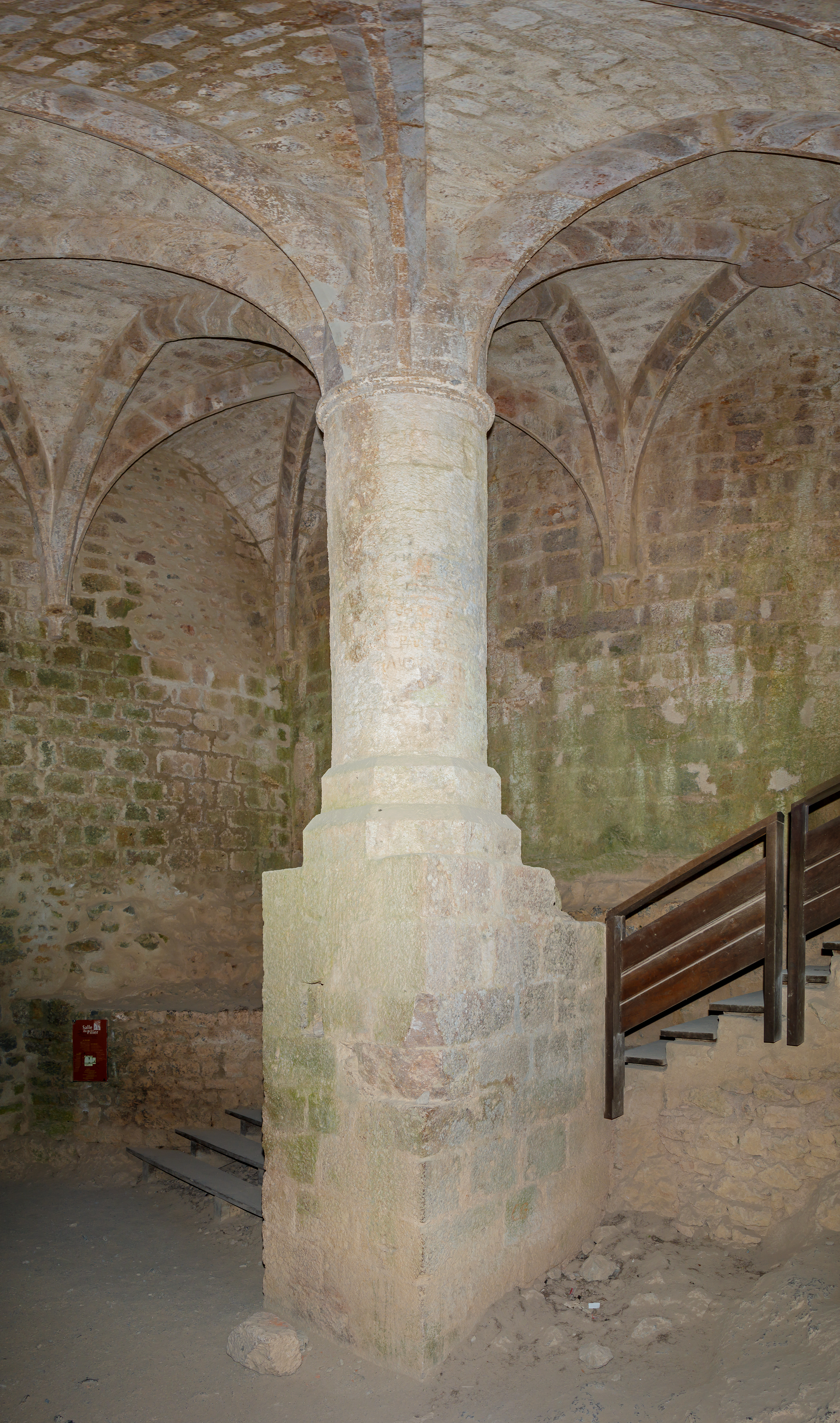
La volta de la sala gòtica de la torrassa

A l'època Carolíngia, Cucunhan formava part del Perapertusès, que era una subdivisió del comtat de Rasès, i també pertanyia als comtes de Carcassona. El 980, després de la guerra de Rasès, una gran part del Perapertusès ja formava part del comtat de Cerdanya-Besalú.
El nom del castell significa roca dels boixos i es menciona per primer cop el 1020, en el testament de Bernat Tallaferro. En aquesta data, el castrum forma part del Vescomtat de Fenollet. El 1111, el comte de Barcelona Ramon Berenguer III hereta del comtat de Besalú i, per tant, els drets feudals sobre el vescomtat de Fenolleda i Querbús. Ramir II d'Aragó, el va adquirir per matrimoni l'any 1137. El 1162 quan es forma la corona d'Aragó, Querbús és una de les principals fortaleses barcelonines al nord dels Pirineus. Tanmateix amb l'annexió a la corona del comtat de Rosselló el 1172, el paper de Querbús disminueix. Al final del segle xii, el Vescomtat de Fenollet és infeudat pel rei Pere II d'Aragó al vescomte de Narbona.

### El castell i les croades

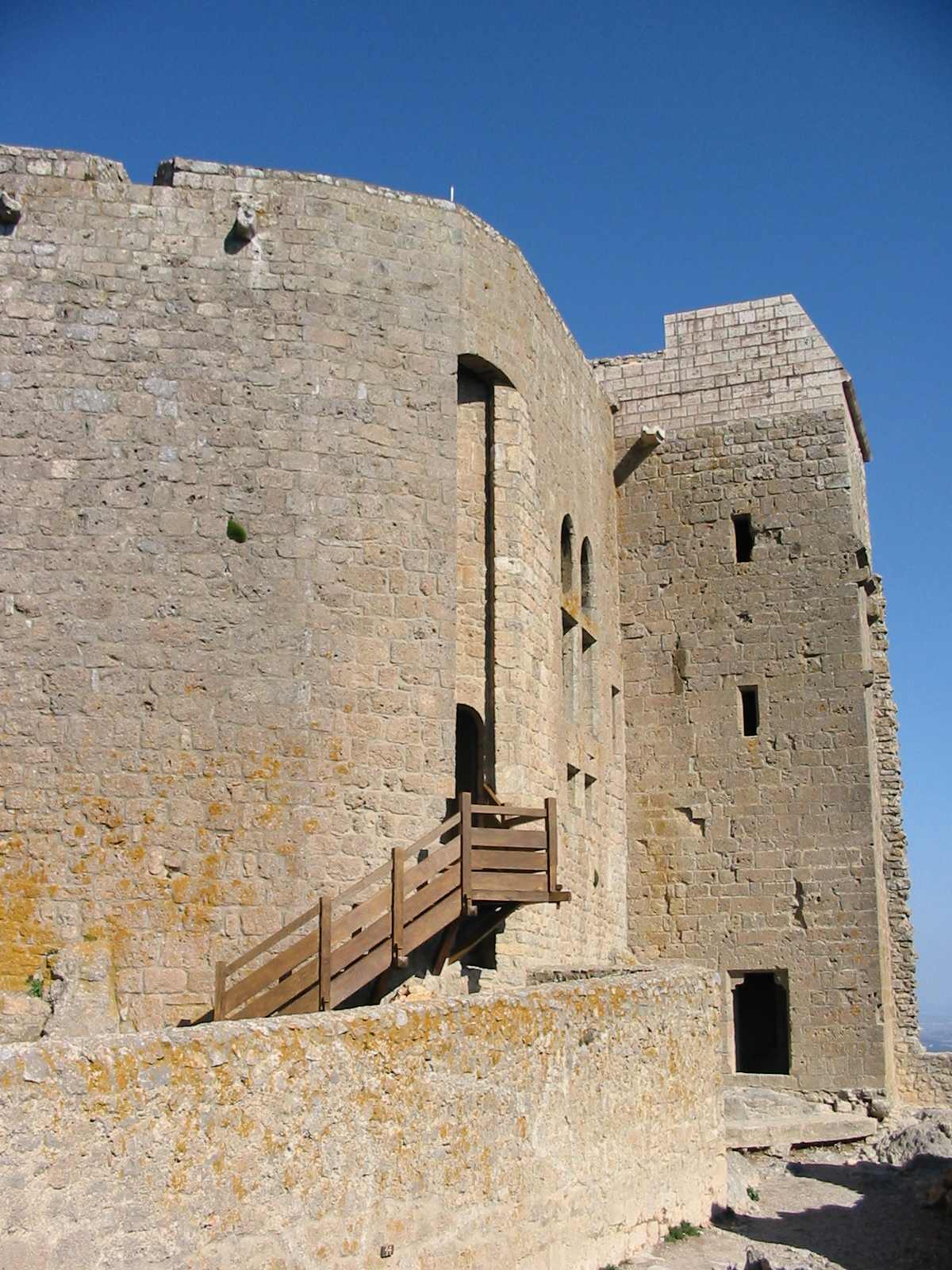
La torrassa

En el moment de la croada albigesa endegada el 1209, el castell era propietat del cavaller Chabèrt de Barbairan, cavaller faidit, heretge notori i feréstec oposat als croats. Esdevé un refugi per als religiosos càtars : Benet de Tèrme, diaca i després bisbe càtar del Rasès hi resideix el 1230 i potser fins a la seva mort abans de 1233. És un dels últims castells càtars amb el Castell de Puillorenç en acollir responsables de l'església càtara després de la caiguda de Montsegur.
El Vescomtat de Fenollet és d'altra banda encara sota la protecció del senyor del Rosselló, Nunó Sanç, que actua com a intermediari de cara al rei de França. A la mort de Nunó el 1241 el seu cosí el rei Jaume el Conqueridor hereta el Rosselló i abandona la seva política de protecció de la Fenolleda. El rei Lluís IX ordena al senescal de Carcassona, Pierre d'Auteuil, d'apoderar-se del castell. La conducció de les operacions és confiada a Oliver de Tèrme, que coneix els llocs i el seu defensor. Després d'un setge prou curt, Chabèrt de Barbairan va a Oliver i intercanvia la seva llibertat per la rendició del castell, el maig de 1255. El castell esdevé aleshores una fortalesa reial proveït d'una guarnició.
Amb la caiguda de Querbús, s'acabava la Croada. Oficialment també es considerava que s'havia acabat el catarisme: hi ha un gran interès a proclamar que el darrer castell càtar havia estat conquerit i que el darrer bastió càtar s'havia lliurat als francesos. Per desgràcia, cent anys després de la caiguda de Querbús, encara s'estaven jutjant càtars als tribunals de la Inquisició. La importància real de la capitulació de Querbús rau en el fet que es tracta del darrer castell o fortalesa que quedava en mans occitanes i, per tant, acabava l'obra d'ocupació francesa al Llenguadoc. Querbús és un punt final militar i també polític.

### Fortalesa francesa

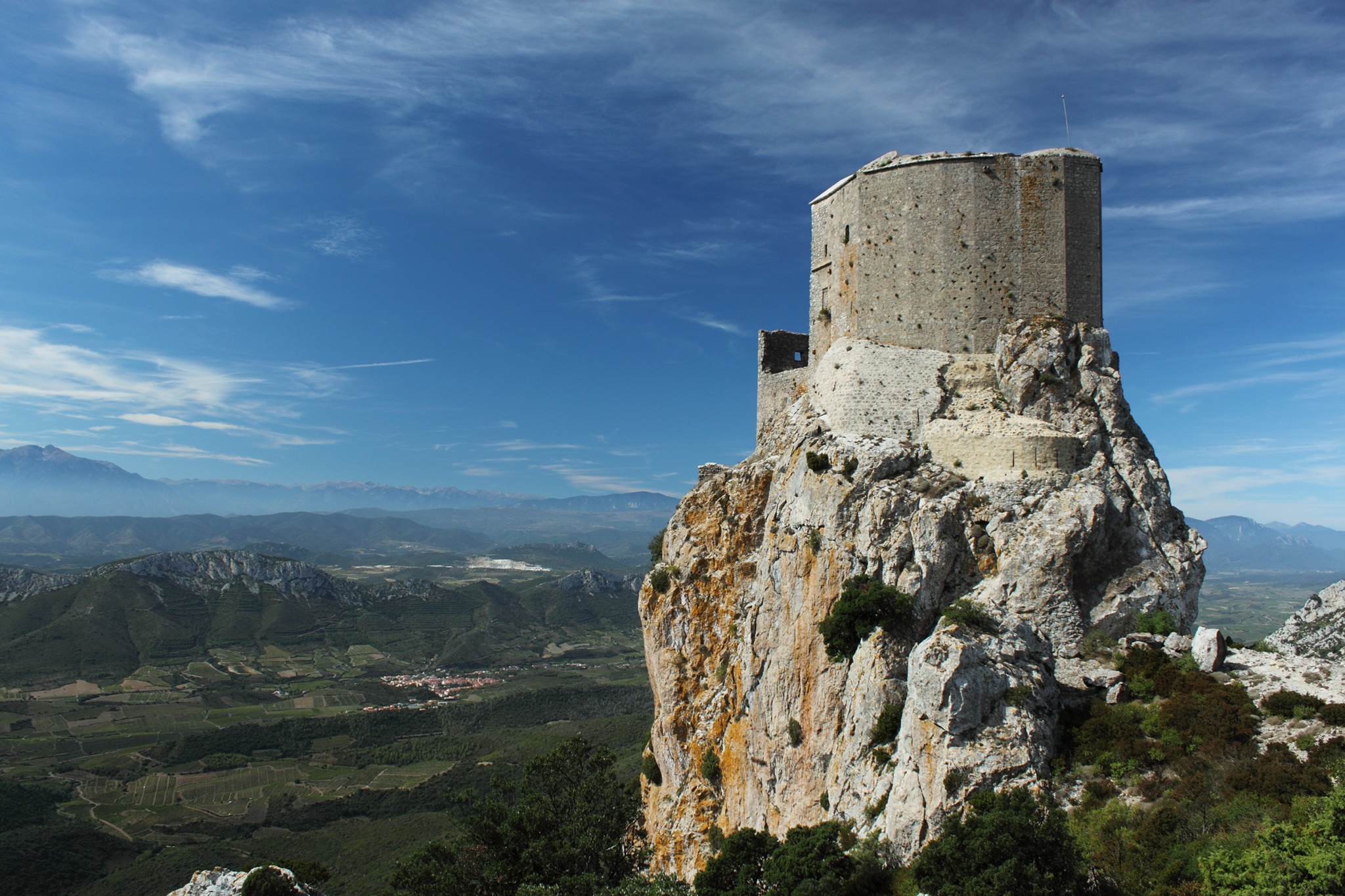
Vista del penya-segat

El 1258, el tractat de Corbeil fixa la frontera entre França i Catalunya al sud de les Corberes, prop del castell. Es fa llavors una plaça forta important pel dispositiu defensiu francès amb comandament a Carcassona. És un dels «cinc fills de Carcassona» : Querbús, Aguilar, Perapertusa, Puillorenç i Termes.
El castell és confiat a un castellà designat pel senescal de Carcassona. El primer és Nicolàs de Navarra designat el 1259. Després durant els segles xiii i xiv, els reis de França reconstrueixen i reforcen l'estructura defensiva del castell. El 1473, la fortalesa és assetjada i és presa per les tropes del rei d'Aragó. Finalment, el 1659, el castell perd el seu interès estratègic en el moment de la firma del Tractat dels Pirineus que fixa definitivament la frontera franco-espanyola. Tanmateix, s'hi manté una guarnició durant diversos decennis.
Durant la segona meitat del segle xviii, capitans-governadors són designats pel rei per reemplaçar els castellans. Tenen la responsabilitat del castell, però sense residir-hi. El lloc es va degradant a poc a poc i passa a ser refugi de nombrosos bandits.
Abandonat a la Revolució Francesa, la fortalesa es continua deteriorant fins a la seva classificació de Monument històric el 1907. La regió que l'envolta, sobretot el Grau de Maurí i el poble de Cucunhan, constitueix un indret protegit des del 1943.

### La restauració

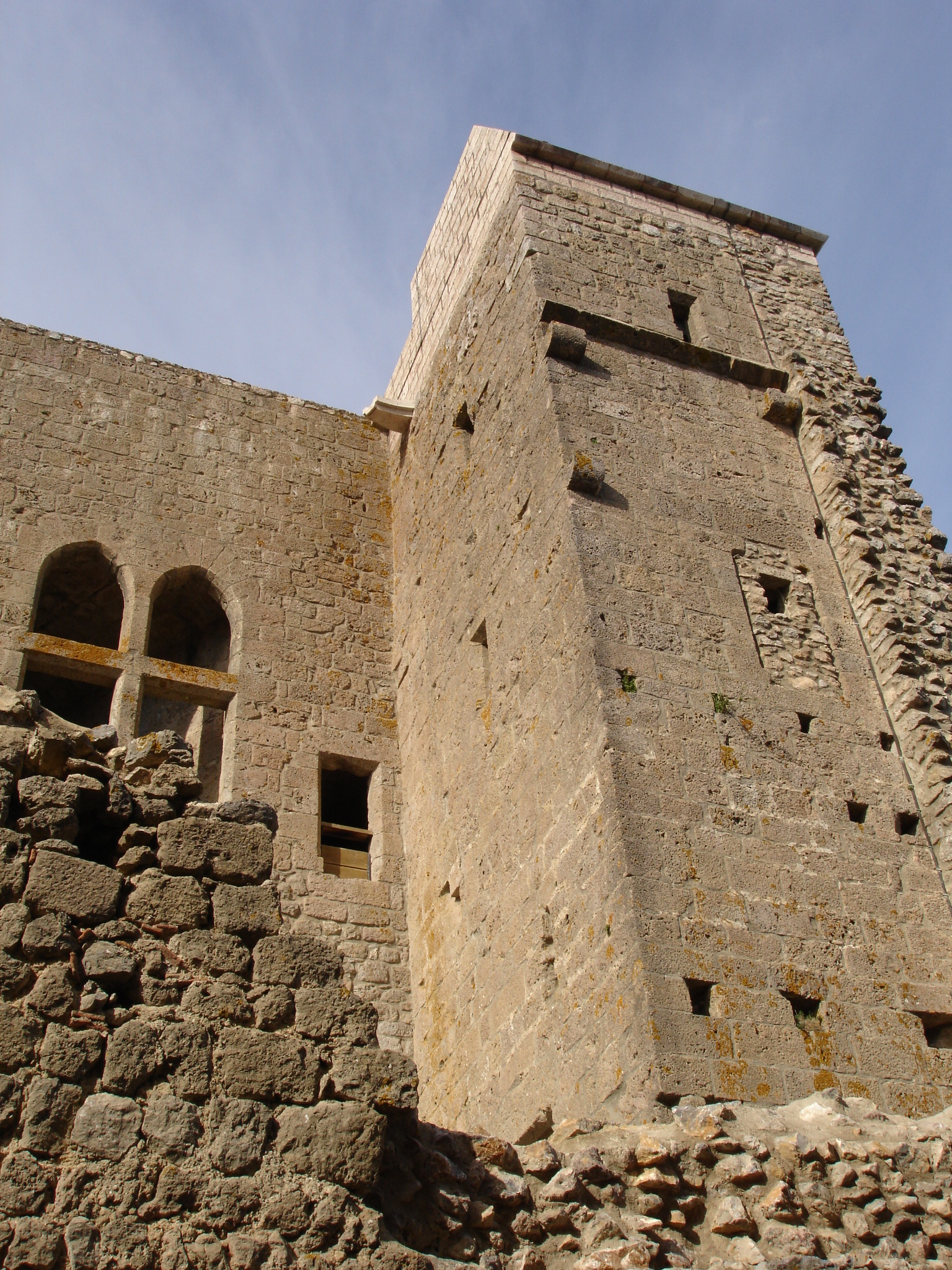
La torre de l'homenatge

El 1951, els primers treballs de renovació permeten consolidar la torrassa i renovar el seu aspecte general. Durant els anys 70, es realitzen nombrosos petits treballs per consolidar certes parts del castell. Però és entre els anys 1998 i 2002 que s'empren la restauració completa del castell amb nombrosos esforços per condicionar el lloc i suavitzar l'accés al castell pel públic. Així, la teulada de la torrassa es condiciona com a una gran terrassa per acollir els visitants.

## Arquitectura
El castell és constituït de tres recintes superposats al cim del penya-segat. Asseguraven la protecció del castell gràcies a diversos sistemes de defensa: fines espitlleres que utilitzaven els ballesters, obertures pels canons o troneres per les armes de foc de més recorregut. Quatre segles d'evolucions de l'art defensiu hi són representats.
Diversos sistemes de defenses de les portes hi són presents: rampí i muralles. Camins de ronda i casamates asseguren la vigilància dels punts vulnerables. Quinze a vint homes eren suficients per defensar la fortalesa. De totes maneres no podia assegurar la supervivència gaires dies dels soldats si ens fixem en la talla de la cisterna i del conjunt dels batiments.
La resta de la fortalesa està constituïda pel cos principal, la sala d'emmagatzematge, les cisternes i per una torrassa. La torrassa és una torre poligonal situada al tercer recinte, el més alt del penya-segat.
Construït en diverses vegades, els murs de la torrassa han estat reforçats i el gruix dels murs ateny diversos metres. La geometria poligonal de l'estructura permet reduir els efectes devastadors dels projectils. A l'interior, la sala gòtica conté dues habitacions (el celler i la sala principal) i és il·luminada per una imponent finestra. L'interior sorprenent d'aquesta estructura és ben diferent de l'aspecte massiu de la torre. En efecte, la sala conté les restes d'una xemeneia sobre el mur Oest. Un imponent i magnífic pilar reté la volta nervada de quatre encreuaments d'ogives, en forma de palmera. El fons del pilar és de tipus piramidal i sostenia el terra que separava la sala principal del celler.
El cim de la torre de l'homenatge té una terrassa accessible per una escala de cargol situada en una torre rectangular ajuntada a la torrassa. D'aquest indret s'obre un panorama sobre els Pirineus, el mar Mediterrani i les vinyes de les Corberes.

Vista des del cim

| Lastors Ciutadella de Carcassona Puillorenç Montsegur Puivert Arcas Tèrme Vilaroja- Termenès Perapertusa Querbús Aguilar Tolosa Carcassona Foix Minerve Narbona cap a Montpeller cap a Perpinyà Mediterrània |